# 构造武器
构造武器（英語：tectonic weapon），又称地壳武器、地壳构造武器或地震武器，是一种设想中的可以通过干扰地球的自然地质过程在特定位置引发地震、火山爆发或其他地震事件的装置或系统。1992年，俄罗斯科学院通讯院士阿列克谢·弗谢沃洛多维奇·尼古拉耶夫（Aleksey Vsevolodovich Nikolayev）对其的定义是：“构造或地震武器可利用地球深层积累的构造能量来引发破坏性地震”。他补充说，“为自己设定诱发地震的目标是非常值得怀疑的。” 尽管目前还没有制造出这样的装置，但构造武器偶尔会作为情节装置出现在小说作品中。

## 陰謀論
在2010年海地地震等自然構造現象發生後，儘管沒有任何證據，但通常會出現與美國和前蘇聯武裝部隊有關的陰謀論。海地地震發生後，有廣泛報導稱，委內瑞拉總統烏戈·查維斯提出了未經證實的指控，稱地震是由美國構造武器測試造成的。 莫斯科《共青團真理報》1992年5月30日第1版報道稱，“儘管有聯合國公約，蘇聯實際上已經研製出一種地球物理或構造武器”，但蘇聯國防部首席地震學家V·博赫羅夫少將稱，「蘇聯實際上發展出了一種地球物理或構造武器」。國防部斷然拒絕任何有關構造武器存在的暗示。2023年2月8日，羅馬尼亞參議員戴安娜·約萬諾維奇·什奧瓦茨指責美國使用構造武器引發了2023年土耳其-敘利亞地震。在2024年花蓮地震后中國製造花蓮地震的相關傳聞廣泛在互聯網上傳播尤其是在日本和海外的中文互聯網。